# ユビキノン
ユビキノン（英: ubiquinone, 略号：UQ）とは、ミトコンドリア内膜や原核生物の細胞膜に存在する電子伝達体の1つであり、電子伝達系において呼吸鎖複合体IとIIIの電子の仲介を果たしている。ベンゾキノン（単にキノンでも良い）の誘導体であり、比較的長いイソプレン側鎖を持つので、その疎水性がゆえに膜中に保持されることとなる。酸化還元電位 (Eo') は+0.10V。ウシ心筋ミトコンドリア電子伝達系の構成成分として1957年に発見された。
広義には電子伝達体としての意味合いを持つが、狭義には酸化型のユビキノンのことをさす。還元型のユビキノンはユビキノールと呼称していることが多い。別名、補酵素Q、コエンザイムQ10（キューテン）、CoQ10、ユビデカレノンなど。かつてビタミンQと呼ばれたこともあるが、ヒト体内で合成することができるためビタミンではない。

## ユビキノンの構造と酸化還元様式
ユビキノンは炭素と水素と酸素のみから成る有機化合物である。ユビキノンの酸化と還元に関わるベンゾキノン誘導体部位はパラ型に酸素原子が結合しており、C2にはメチル基、C5、C6にはメトキシ基が結合している。C3にはイソプレン側鎖が結合しており、生体膜中に保持されるべく長い炭素鎖を形成している。構造は以下の図の通りである。
イソプレン側鎖の数(n=)は高等動物では10、下等動物では6～9であり、イソプレン側鎖が長くなればなるほど黄橙色を呈するようになる。なおn=10のユビキノンは『UQ10』と、イソプレン側鎖の数字を筆記する。
ユビキノンは2電子還元を受け（ユビキノールとなる）、1電子還元を受けて中間型（ユビセミキノン）も形成する。中間型はプロトンキノンサイクル機構でその意義があるとされている。ユビキノンの酸化還元様式は以下の図を参照。
酸化型のユビキノンは275nmの波長の電磁波を吸収する。したがって、ユビキノンに電子伝達を行う酵素群の活性測定はこの波長に類する吸収帯を使用する。

## ユビキノンの生理的意義
ユビキノンはミトコンドリア内膜や原核生物の細胞膜から単離され、膜内の電子伝達に関与することが古くから知られている。特に電子伝達系、呼吸鎖複合体I（NADH脱水素酵素複合体）から呼吸鎖複合体III（シトクロムbc1複合体）への電子伝達に寄与している。
呼吸鎖複合体Iにおける反応
NADH + ユビキノン(UQox) → NAD+ + ユビキノール (UQred)
呼吸鎖複合体IIIにおける反応
ユビキノール + シトクロムc (Cytox, Fe3+) → ユビキノン + Cytred(Fe2+)

## 紅色光合成細菌の光合成反応中心における電子移動反応
ユビキノンは蛋白質内部に配位され、タンパク質内部における電子伝達にも機能している。もっとも有名な例としては紅色光合成細菌の光合成反応中心蛋白質における電子移動経路の一端として2つのユビキノンQAとQB間のプロトン移動とカップリングした電子移動反応QA→QBがあげられる。この反応は、植物の酸素発生を行う蛋白質光化学系II （photosystem II あるいはPSII）のプラストキノンQA→QBとの反応と実質的に同じであるため、近年の光化学系IIのX線構造解析結果によりその立体構造が次第に明らかにされつつあることと相まって、植物をはじめとする光合成系の酸素発生機構を解明する上で重要な反応である。
他の興味深い例として、呼吸鎖複合体III内のプロトンキノンサイクル機構（スカラー反応）に関与していることがあげられる。キノンサイクル機構には1電子還元を受けた中間型が重要な役割を果たしており、可動性リスケ鉄硫黄タンパク質と共同的な興味深いシステムが提案されている。

## プロトンキノンサイクル機構
呼吸鎖複合体III（シトクロムbc1複合体）においては、複合体Iや複合体IVとは異なる機構でプロトンが膜外に輸送される。複合体I、IVにおいてはプロトンポンプ機構と言う、輸送を受けるプロトンが膜内から膜外に輸送されるのみである。しかしながら複合体IIIにおいてはプロトンキノンサイクル機構という独自の輸送機構を用いている。
プロトンキノンサイクル機構とは、膜内部においてプロトンが消費され、その還元力を使用して膜外側でのプロトンの放出が見られる現象である（この反応をスカラー反応と言う）。実際輸送を受けるプロトンは膜内から放出されるわけではなく、見かけ上そのように見えるだけなのでプロトンポンプ機構とはことなる機構であることが理解できる。その素反応の詳細は、以下の反応ステップからなる。
1. 複合体IIIのシトクロムbに存在する、膜外側に存在するユビキノール酸化部位 （QP部位あるいはQO）にてユビキノールが酸化される。
2. ユビキノールから2電子が抜き取られ、同時に膜外側へプロトンが2分子放出される。
  1. その2電子は異なる方向にそれぞれ伝達される。その内約は以下の通りである。
    1. 1個目の電子は、可動性リスケ鉄硫黄タンパク質を経て、シトクロムc1、シトクロムcの順番に電子伝達される。
    2. 2個目の電子は、シトクロムbに存在する2つのヘム（ヘムbL, bH）を経て膜内側に存在するユビキノン還元部位（QN部位あるいはQI部位）に電子伝達される。

  2. QN部位に電子が2電子伝達されることにより、ユビキノンは2電子還元を受けてユビキノールとなり、再びプロトンキノンサイクル機構に組み込まれる。

以上が、プロトンキノンサイクル機構の反応であるが、この中でも特に優れた機構なのが可動性リスケ鉄硫黄タンパク質の関与する、電子伝達の方向性を変化させる過程である。それらの過程については構造生物学的研究より、以下のモデルが提唱されている。
1. 可動性リスケ鉄硫黄タンパク質はc1側、中間型、b側の3つのコンフォメーションを持っており、酸化還元を受けない状態では、中間型を呈する。
2. ユビキノールがQN部位に結合し、酸化を受けてプロトンを放出する。
3. その時の、余剰の電子がリスケ鉄硫黄タンパク質にb側の状態を取らせ、1電子を鉄硫黄クラスターに受け取らせる。
4. 可動性リスケ鉄硫黄タンパク質は酸化還元電位の高いシトクロムc1側の状態を取りヘムc1に電子伝達が行われ、シトクロムcにそのまま電子伝達される。
5. 1電子酸化を受けたセミキノン型のキノンはヘムbLによって酸化を受け、プロトンを1つ膜外へ放出する。
6. そしてヘムbLに電子伝達が行われ、ヘムbHを経てQN部位にてユビキノン還元反応を起こす。
7. リスケ鉄硫黄タンパク質は酸化還元反応を終了し中間型に戻る。

以上が、プロトンキノンサイクル機構の主格を担うスイッチング反応である。極めて複雑な反応であるが、収支式が理解への一助となる。
- 2UQred + 4Cytcox → 2セミキノン(SQ) + 4Cytcred + 2H+out
- 2SQ + UQox) → 2UQox + UQred + 2H+out

## ユビキノンの生合成
ユビキノンを呼吸鎖電子伝達体として利用する生物（たとえばヒト）は、自身でユビキノンを合成することができる。ユビキノンの合成は、4-ヒドロキシ安息香酸とイソプレン側鎖をそれぞれ合成した後に、この2つを4-ヒドロキシ安息香酸ポリプレニルトランスフェラーゼで結合し、さらにベンゼン環を修飾するという段階を踏む。それぞれの段階で、生物種によって合成経路に差がある。

### 4-ヒドロキシ安息香酸
4-ヒドロキシ安息香酸は、シキミ酸経路によって合成されるコリスミ酸から、真正細菌では直接、真核生物ではチロシンを経由し合成される。
なお例外的に出芽酵母では、葉酸の合成前駆体である4-アミノ安息香酸を、4-ヒドロキシ安息香酸の代わりに利用できることが示されている。

### イソプレン側鎖
イソプレン側鎖はメバロン酸経路または非メバロン酸経路によって合成されるイソペンテニル二リン酸を繰り返し重合して用意する。

### ベンゼン環修飾
イソプレン側鎖が結合した後は、脱炭酸1回と、水酸化とメチル基転移を3回ずつ行うことでユビキノンが合成される。真正細菌と真核生物では修飾の順番が一部異なっていると考えられており、真正細菌では最初に脱炭酸された後に5位のメトキシ化が起きるのに対し、真核生物では先に5位のメトキシ化が起きてから脱炭酸される。

## 医薬品としての効能
ユビキノンは、日本でかつて医療用医薬品として「軽度及び中等度の鬱血性心不全症状」などに期待されて1日30mgの投与量で用いられていた。人での効果を明確に実証した研究はなかった。小規模な無作為化試験では運動耐容能や左室駆出率に関してプラセボと有意差を示せず、心臓に関しては薬剤としての効能はほぼ否定され、『心不全治療ガイドライン2005』で米国心臓学会/米国心臓協会はユビキノン(コエンザイムQ10)の治療目的での摂取について「心不全の治療法に対しては、さらに多くの科学的根拠が蓄積されるまで推奨できない」と位置づけている。一般臨床の場では処方されなくなり、一般消費者をターゲットとして日本の複数の製薬メーカーが、一般用医薬品（OTC医薬品）・医薬部外品として発売するようになった。その薬剤としての実証性のなさから、米国FDAは薬剤として認めておらずあくまで食品との位置づけであり、従って規制の対象外であり、医師の処方箋なしに消費者が直接店頭などで購入できるようになった。
日本でも2001年に医薬品の範囲に関する基準（いわゆる「食薬区分」）が改正され、さらに2004年化粧品基準が改正されて、健康食品や化粧品への利用に道が開かれた。体内で合成されるものを摂取すること、消化器で分解されることを考慮すると、その効能は未知数ではある。ただ、加齢とともに減少することは確認されており、最近のサプリメントでは、消化されないよう加工されたものも作られている。摂取量については、どの程度までなら摂取しても安全なのか、などといった推奨量や上限量はわかっていない。また「多量に摂取した場合に軽度の胃腸症状（悪心、下痢、上腹部痛）」[1]があらわれるという報告があり、1日に数十mg以上の過剰摂取は避けた方が望ましい。厚生労働省からは医薬品として用いられる量（1日30mg）を超えないようにとの通知が出されている。
ユビキノンの誘導体であるイデベノン（商品アバン）は、脳循環・代謝改善剤として使用されていたが、日本では1998年に医薬品の承認を取り消されている。

### 有効性評価
2014年の調査時点で、心不全に対してのランダム化比較試験が7つあったがデータの測定基準が異なるため解析できなかった。2017年では14あり、心不全の死亡率を下げ運動能力を向上させていることが判明した。433名の高齢者に4年間セレンとユビキノンをサプリメントで補給した試験のその後12年後の調査が2018年に論文となり、その時点でなお偽薬と比較して心血管疾患の死亡率の低下が認められた。
2016年の研究は2試験から血圧に影響なし、2018年の研究は17のランダム化比較試験から収縮期血圧のみ低下させるとし、拡張期血圧も低下したが統計的に有意だとはされていない。
2016年の研究では14のランダム化比較試験から空腹時血糖を低下させたが、減少の度合いは少ないとされた。

### 基礎研究
小児性線維筋痛症の発症の原因がユビキノンの欠乏にあると、東京工科大学応用生物学部の山本順寛らと、横浜市立大学医学部小児科との研究チームにより発見されたと、2013年7月16日に報じられた。
2009年11月に、ユビキノンの抗酸化作用がマウスの老人性難聴の予防に効果があることを、東京大学が実験で明らかにした。これは動物実験のレベルであり、実臨床では証明されていない。それによると、人間にとっては1日20ミリグラムにあたる量のユビキノンを生後4ヶ月から与えられ続けてきたマウスは、人間の50歳に相当する生後15ヶ月の時点で、同じ月齢のマウスが45デシベル以上の音しか聞き取れないのに対し、12デシベルの小さい音を聞き取れるようになった。

### 相互作用
薬剤（医薬品）の作用に悪影響を与える相互作用として、ワーファリンの作用を減弱させる可能性がある。

## 原料製造メーカー
2007年現在コエンザイムQ10の原料製造を行っているのは世界でも日本企業5社（日清ファルマ（日清製粉グループ本社子会社）、カネカ、旭化成ファーマ（旭化成子会社）、三菱ガス化学、協和醗酵工業）のみであり、世界シェア100%を握っていた。中でもカネカは最大のシェア（約65%）を持っていた。各社とも、発酵法によって製造を行っていた。その後インドでの生産もある。

## 存在
動物の心臓や赤身肉に比較的多く含まれる傾向がある。
| 食品名       | CoQ10 (mg/Kg) | 備考       |
| ------------ | ------------- | ---------- |
| 大豆油       | 221-279       | 伊の研究   |
| 大豆油       | 53.8-92.3     | 日本の研究 |
| 菜種油       | 63.5-73.4     |            |
| ごま油       | 32.0          |            |
| オリーブ油   | 109           | 伊の研究   |
| オリーブ油   | 4.1           | 日本の研究 |
| 牛肉(肩)     | 40.1          |            |
| 牛肉         | 16.1-36.5     |            |
| 豚(肩)       | 45.0          |            |
| 豚           | 24.3-41.1     |            |
| 鶏肉         | 14-21         |            |
| ピーナツ(煎) | 26.7          |            |
| 大豆(乾)     | 6.8-19.0      |            |
| 鮭           | 4.3-7.6       |            |